# Staind
Staind ist eine US-amerikanische Rockband aus Springfield, Massachusetts. Sie besteht aus Aaron Lewis (Gesang, Gitarre), Mike Mushok (Gitarre), Johnny „Old School“ April (Bass, Background-Gesang) und Sal Giancarelli (Schlagzeug).

## Geschichte
Staind begannen ihre Karriere 1995 mit einigen Konzerten. Im November 1996 veröffentlichten sie in Eigenregie das Album Tormented, von dem sie immerhin 4000 Exemplare verkaufen konnten. Im Oktober 1997 spielten sie gemeinsam mit Limp Bizkit ein Konzert und Fred Durst nahm die Band bei seinem Label Flip Records unter Vertrag. Der Durchbruch gelang ihnen 1999 mit ihrem ersten richtigen Album Dysfunction, von dem sie über eine Million Alben verkauften.
2001 folgte ihr drittes Album, Break the Cycle, das häufig als ihr bestes bezeichnet wird und ihr kommerziell erfolgreichstes war. Das Album enthält auch eine Liveversion des Songs Outside, die zusammen mit Fred Durst gesungen wurde. Innerhalb von zwei Wochen konnten Staind über zwei Millionen Alben verkaufen. 2003 folgte das Album 14 Shades of Grey. Die Kritiken zu diesem Album waren geteilt, manche meinten, Staind hätten nun ihren Sound gefunden, während andere fehlende Originalität beklagten. Deutliche Veränderungen im Sound gab es dann jedoch auf dem 2005 veröffentlichten Album Chapter V (erste Single Right Here, zweite Single Falling, dritte Single Everything Changes).
Staind erreichten mit den drei aufeinander folgenden Alben Break the Cycle, 14 Shades of Grey und Chapter V jeweils Platz 1 der US-Charts. Außerdem durften sie ein MTV Unplugged spielen, das anschließend auch auf DVD veröffentlicht wurde.
Am 19. August 2008 erschien in den USA das sechste Studioalbum mit dem Namen The Illusion of Progress. Die Veröffentlichung in Deutschland durch die Warner Music Group erfolgte am 5. September 2008. In den USA erschien es über Atlantic Records, in allen anderen Ländern durch Roadrunner Records. Beide Label gehören zur Warner Music Group. Ende 2010 kehrten die Musiker dann wieder ins Studio zurück, um ihr siebtes Album Staind zu produzieren, das am 9. September 2011 auf den Markt kam. Neben dem einfachen Album wurde auch eine Special Edition herausgebracht, die zwei Bonustitel und eine DVD enthielt.
Am 20. Mai 2011 gaben Staind auf ihrer Website bekannt, dass Jon Wysocki nicht länger ihr Schlagzeuger sei. Übergangsweise sprang Schlagzeuger Will Hunt ein, der aber schließlich durch Sal Giancarelli ersetzt wurde.
Jon Wysocki starb am 18. Mai 2024 im Alter von 53 Jahren.

## Diskografie
Studioalben

| Jahr | Titel Musiklabel                          | Höchstplatzierung, Gesamtwochen, AuszeichnungChartplatzierungen (Jahr, Titel, Musiklabel, Platzierungen, Wochen, Auszeichnungen, Anmerkungen) | Höchstplatzierung, Gesamtwochen, AuszeichnungChartplatzierungen (Jahr, Titel, Musiklabel, Platzierungen, Wochen, Auszeichnungen, Anmerkungen) | Höchstplatzierung, Gesamtwochen, AuszeichnungChartplatzierungen (Jahr, Titel, Musiklabel, Platzierungen, Wochen, Auszeichnungen, Anmerkungen) | Höchstplatzierung, Gesamtwochen, AuszeichnungChartplatzierungen (Jahr, Titel, Musiklabel, Platzierungen, Wochen, Auszeichnungen, Anmerkungen) | Höchstplatzierung, Gesamtwochen, AuszeichnungChartplatzierungen (Jahr, Titel, Musiklabel, Platzierungen, Wochen, Auszeichnungen, Anmerkungen) | Höchstplatzierung, Gesamtwochen, AuszeichnungChartplatzierungen (Jahr, Titel, Musiklabel, Platzierungen, Wochen, Auszeichnungen, Anmerkungen) | Anmerkungen                                                |
| Jahr | Titel Musiklabel                          | DE | AT | CH | UK | US | Rock | Anmerkungen                                                |
| ---- | ----------------------------------------- | --- | --- | --- | --- | --- | --- | ---------------------------------------------------------- |
| 1996 | Tormented Eigenverlag                     | — | — | — | — | — | — | Erstveröffentlichung: 29. November 1996                    |
| 1999 | Dysfunction Elektra Records               | — | — | — | — | US74 ×2Doppelplatin · (56 Wo.)US | — | Erstveröffentlichung: 13. April 1999 Verkäufe: + 2.000.000 |
| 2001 | Break the Cycle Elektra Records           | DE5 Gold · (34 Wo.)DE | AT6 (29 Wo.)AT | CH18 Gold · (26 Wo.)CH | UK1 Platin · (31 Wo.)UK | US1 ×5Fünffachplatin · (70 Wo.)US | — | Erstveröffentlichung: 22. Mai 2001 Verkäufe: + 5.760.000   |
| 2003 | 14 Shades of Grey Elektra Records         | DE17 (7 Wo.)DE | AT32 (7 Wo.)AT | CH16 (10 Wo.)CH | UK16 (4 Wo.)UK | US1 Platin · (43 Wo.)US | — | Erstveröffentlichung: 20. Mai 2003 Verkäufe: + 1.050.000   |
| 2005 | Chapter V Atlantic Records                | DE37 (3 Wo.)DE | AT43 (5 Wo.)AT | CH24 (6 Wo.)CH | — | US1 Platin · (48 Wo.)US | — | Erstveröffentlichung: 9. August 2005 Verkäufe: + 1.000.000 |
| 2008 | The Illusion of Progress Atlantic Records | DE41 (2 Wo.)DE | AT67 (1 Wo.)AT | CH40 (5 Wo.)CH | UK73 (1 Wo.)UK | US3 (28 Wo.)US | Rock2 (10 Wo.)Rock | Erstveröffentlichung: 19. August 2008                      |
| 2011 | Staind Atlantic Records                   | DE25 (2 Wo.)DE | AT47 (1 Wo.)AT | CH32 (2 Wo.)CH | UK85 (1 Wo.)UK | US5 (8 Wo.)US | Rock1 (14 Wo.)Rock | Erstveröffentlichung: 13. September 2011                   |
| 2023 | Confessions of the Fallen BMG             | DE18 (1 Wo.)DE | AT73 (1 Wo.)AT | CH16 (1 Wo.)CH | — | US64 (1 Wo.)US | Rock11 (1 Wo.)Rock | Erstveröffentlichung: 15. September 2023                   |

grau schraffiert: keine Chartdaten aus diesem Jahr verfügbar